# Antineoplásico

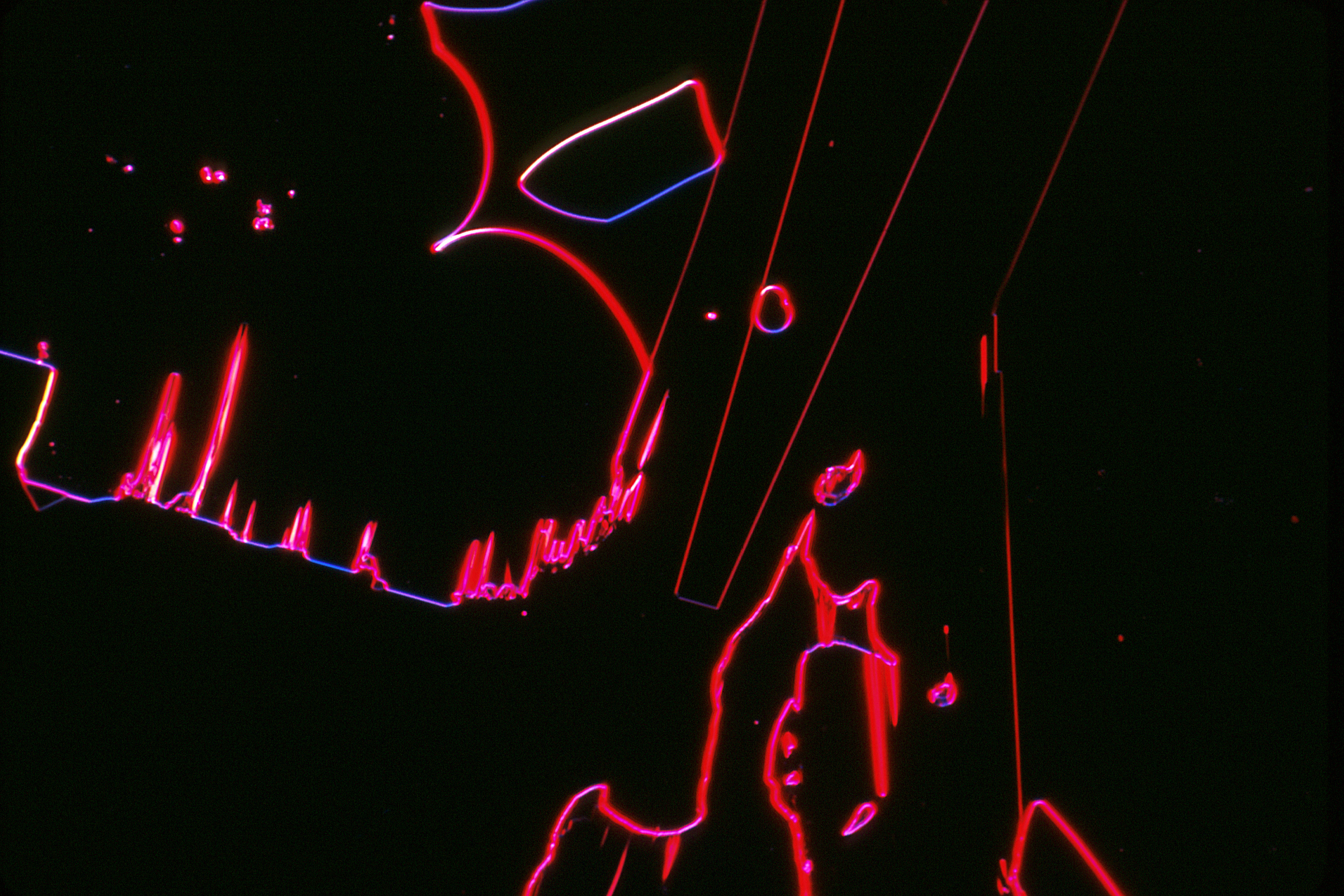
Cristales de cisplatino, un agente alquilante del grupo de los platinos.

Los antineoplásicos son sustancias que impiden el desarrollo, crecimiento, o proliferación de células tumorales malignas. Estas sustancias pueden ser de origen natural, sintético o semisintético.
Los diferentes fármacos antineoplásicos pueden actuar sobre una o varias fases del ciclo celular o sobre los mecanismos de control de la proliferación celular. La respuesta obtenida se relaciona directamente con la capacidad proliferativa de la célula.
Según el mecanismo de acción se clasifican básicamente de dos tipos, aquellos que actúan contra la célula tumoral en un determinado ciclo de la división celular denominados ciclo-específicos y aquellos ciclo-inespecífico que afectan a la célula durante todo su ciclo de desarrollo.
Muchos de los antineoplásicos son profármacos, es decir, se administra un medicamento que es menos tóxico, o tiene mejores características farmacodinámicas, y una vez en el organismo se convierte en otro fármaco más eficaz, seguro y selectivo frente a su diana terapéutica.

## Clasificación de los antineoplásicos
Se realiza según el mecanismo de acción y dentro de este según la estructura química del antineoplásico.

### Citostáticos que actúan sobre el ADN

#### Agentes alquilantes

##### Mostazas nitrogenadas

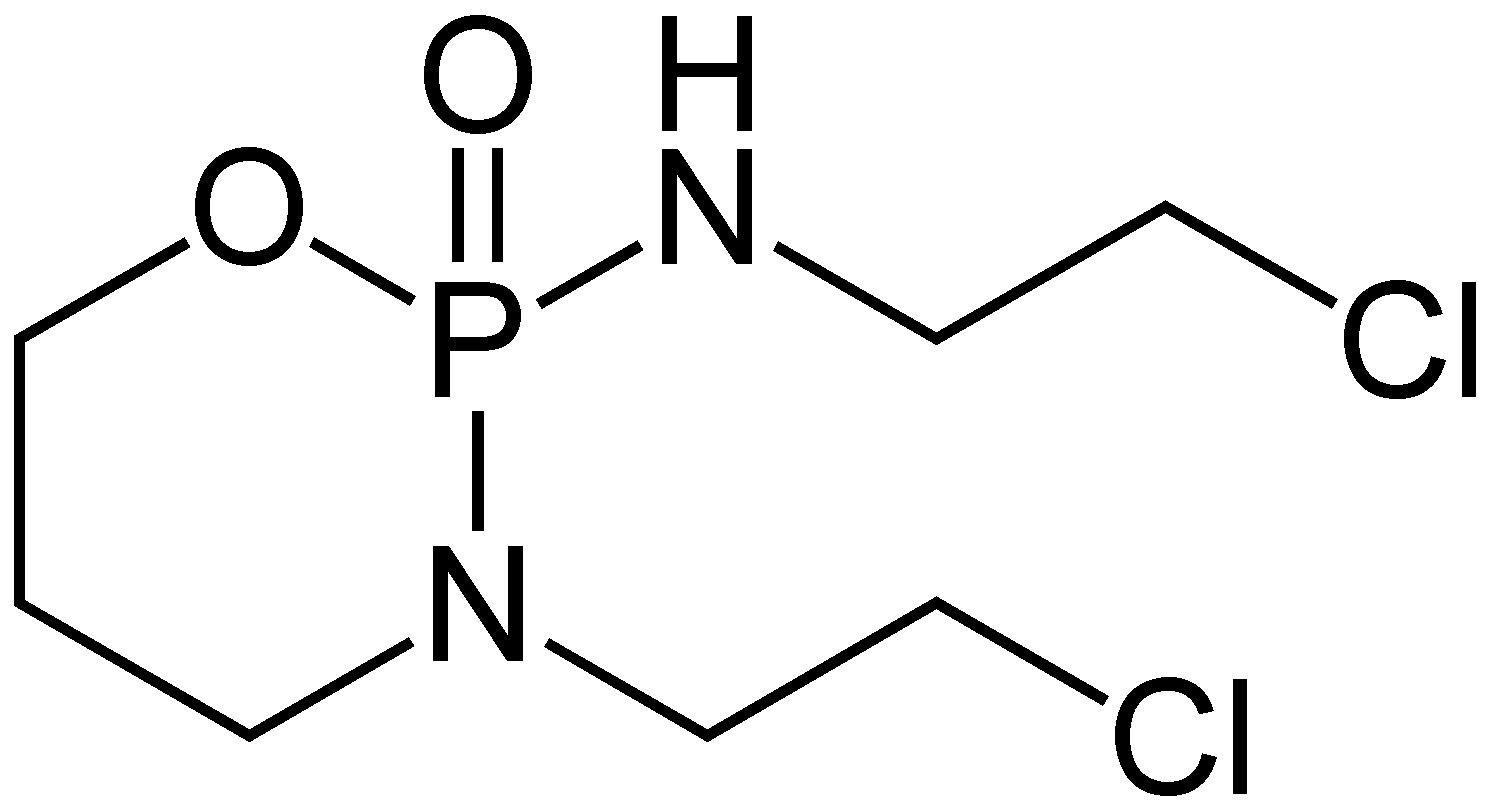
Ilustración de la estructura química de la ifosfamida.

Fueron los primeros agentes alquilantes creados y el prototipo de ellos, en general todos son depresores de la médula ósea porque es su principal efecto tóxico. También producen con frecuencia vómitos y alopecia. Hay una complicación característica de la ciclofosfamida y de la ifosfamida, que es la cistitis hemorrágicas y se debe a la formación de un metabolito, la acroleína. En mayor grado la produce la ifosfamida. Esta cistitis hemorrágica se evita hidratando al paciente y usando MESNA (Uromitexan® amp) que es un protector de las células de la vejiga. Con la ifosfamida es obligatorio y con la ciclofosfamida no, aunque hay quien lo pone.
- Ciclofosfamida; Genoxal® amp, vial. Es muy útil por su amplio espectro combinado con otros fármacos en linfomas, leucemias, cáncer de mama y otros tumores sólidos.[1]
- Ifosfamida; Tronoxal® vial. Se emplea sola o asociada en sarcomas (óseos o de tejidos blandos), cáncer de ovario, de cérvix uterino y en cáncer de pulmón entre otros.
- Melfalan® comp., vial.
- Bendamustina, utilizada en el tratamiento de la leucemia linfática crónica y linfomas.
- Tiotepa

##### Nitrosoureas
En dosis altas pueden producir toxicidad pulmonar en forma de fibrosis. También puede afectar en la orina.
- Carmustina; Nitrourean® amp. Es muy lipófilo y alcanza fácilmente el SNC, por lo tanto se emplea en tumores cerebrales, enfermedad de Hodgkin.

#### Platinos

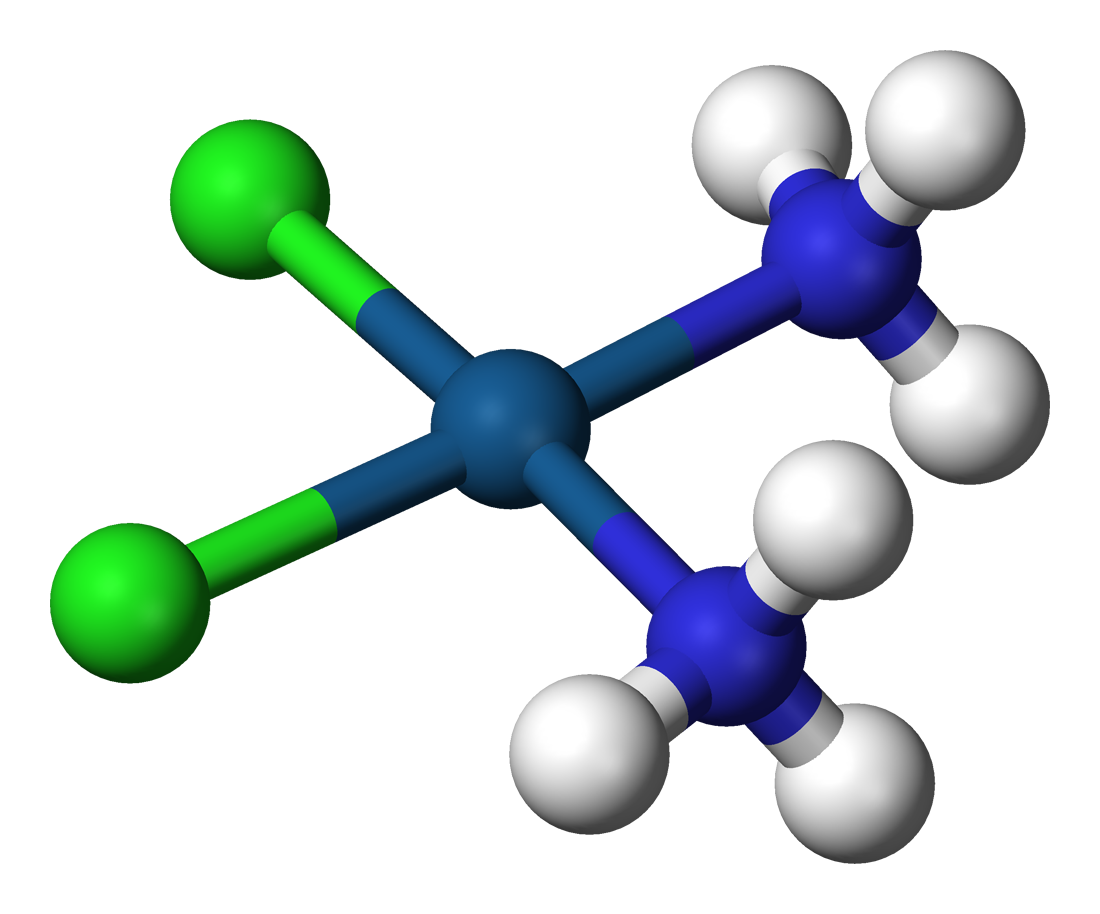
Ilustración tridimensional de la estructura química del cisplatino.

Todos son inyectables, no existen por vía oral. Son complejos de metales pesados que actúan de forma semejante a los agentes alquilantes.
- Cisplatino. Neoplatin®. Su reacción adversa más llamativa es la nefrotóxica y produce náuseas y vómitos de gran intensidad. Se utiliza en cáncer de células microcíticas de pulmón, estómago, testículo, ovario y linfoma de no Hodgkin.
- Carboplatino. Paraplatin®. Produce menor nefrotoxicidad que el cisplatino, pero produce mayor mielotoxicidad, lo que va a limitar su dosis. Se utiliza fundamentalmente en el cáncer avanzado de ovario.
- Oxaliplatino. Eloxatin®. Se utiliza en el cáncer colorrectal metastásico asociado al fluorouracilo (5-Fu).[3] Produce menor nefrotoxicidad y hematotoxicidad que los anteriores, sin embargo, su neurotoxicidad, caracterizada por parestesia y disestesia exacerbada o disparada por exposición a bajas temperaturas, limita su dosis.

#### Antimetabolitos
Todos son depresores de la médula ósea y su toxicidad depende de la dosis y el tiempo de administración.

##### Análogos del ácido fólico
- Metotrexato® comp., iny. Su actividad se ve contrarrestada por la leucovorina o folinato cálcico, que se utiliza en la terapia de rescate. Produce mielosupresión, mucositis gastrointestinal y hepatitis. A dosis bajas se utiliza en la psoriasis, artritis reumatoide, leucemia linfoblástica y cáncer de mama. También a dosis bajas en los embarazos ectópicos. A dosis altas se utiliza en el linfoma maligno. En este caso entra la terapia de rescate.

##### Análogos de la pirimidina
- Fluorouracilo® comp., vial. Su reacción adversa más frecuente es sobre la médula ósea, produce leucopenia, y también produce alteraciones gastrointestinales. Se utiliza en cáncer de colon, mama, ovario.
- Capecitabina Administración oral. Utilizado para el tratamiento del cáncer de mama y el cáncer de colon.
- Citarabina® iny. Se emplea en el tratamiento de las leucemias.
- Gemcitabina. Gemzar® iny. Se emplea en el cáncer de pulmón no microcítico metastásico, en el carcinoma de páncreas y en el de vejiga, en este caso se asocia a cisplatino.

##### Análogos de la purina
- Cladribina. Leustatin® iny. Está indicada en el tratamiento de la tricoleucemia activa y en la leucemia linfocítica crónica que no haya respondido a otros tratamientos. Es un medicamento con elevada toxicidad. Las alteraciones más graves que produce son hematológicas.
- Mercaptopurina® comp. Se utiliza en distintos tipos de leucemia. Es útil en la enfermedad inflamatoria intestinal.
- Fludarabina. Beneflur® iny. Se utiliza también en la leucemia linfocítica crónica que no haya respondido a un tratamiento estándar con agentes alquilantes. Produce neutropenia y trombocitopenia.

#### Antibióticos antitumorales

Ilustración de la comparación estructural entre la doxorrubicina y epirubicina.

- Doxorrubicina o Adriamicina. Farmiblastina® iny. Se utiliza asociada con otros antineoplásicos en leucemias, linfoma de Hodgkin y linfoma no Hodgkin, cáncer de mama metastásico, de pulmón, etc.[4] Existe una preparación comercial, Caelyx®, que es doxorrubicina liposomal (en liposomas), que se emplea en el tratamiento del sarcoma de Kaposi en pacientes con sida.
- Epirubicina. Farmorubicina® iny. Se utiliza en linfomas malignos, carcinoma de pulmón, mama, gástrico, hígado, páncreas, etc. El problema es que es todavía más cardiotóxica que la doxorrubicina.[5] Tanto es así que no se deben aplicar dosis superiores a 1000mg/  porque aparece insuficiencia cardiaca congestiva.
- Bleomicina. Bleomicina® iny. Produce unas reacciones características en la piel, como ulceraciones e hiperpigmentación. Se emplea en cáncer de testículo, enfermedad de Hodgkin y otros linfomas.[6]
- Mitomicina. Mitomycin® iny. Tiene poco uso porque es muy tóxica. Produce náuseas, vómitos, trombocitopenia e insuficiencia renal. Puede tener utilidad en melanomas, cáncer de estómago y de páncreas.
- Mitoxantrona. Novantrone® iny. Se utiliza en leucemias y linfomas no Hodgkin. También en cáncer de próstata y hepatocelular. Sus efectos adversos más característicos son cardiovasculares, gastrointestinales y hematológicos o sanguíneos.

#### Inhibidores de las topoisomerasas

Ilustración de la estructura química del Irinotecan.

Las topoisomerasas son enzimas que controlan las estructuras del ADN en la replicación.
- Irinotecán. Campto® iny (Topoisomerasa I).[3] Se emplea en el cáncer colorrectal avanzado combinado con 5-Fluorouracilo en pacientes sin quimioterapia anterior o bien en monoterapia para pacientes que han fracasado a un régimen anterior con 5-Fluorouracilo.[3] Su principal reacción adversa son las diarreas. También puede producir síndrome colinérgico con calambres abdominales, bradicardia, hipersalivación, etc. Este síndrome puede evitarse si previamente se administra atropina.
- Etopósido. Vepesid® cap, iny. (Topoisomerasa II). Se utiliza en tumores testiculares, leucemias, cáncer microcítico de pulmón y linfoma tanto Hodgkin como no Hodgkin. Produce mielodepresión, náuseas y vómitos.
- Tenipósido. Vumon® iny. (Topoisomerasa II). Se emplea en algunos tipos de leucemias y linfomas así como en los tumores intracraneales malignos.

#### Enzimas
- L-Asparaginasa. Kindrolase® (Med Extr). Produce reacciones de hipersensibilidad, hipoalbuminemia y disminución de los factores de coagulación. Se utiliza en el tratamiento de la leucemia linfoblástica aguda en niños.

### Fármacos que actúan sobre la mitosis celular sin afectar al ADN

#### Alcaloides de la vinca

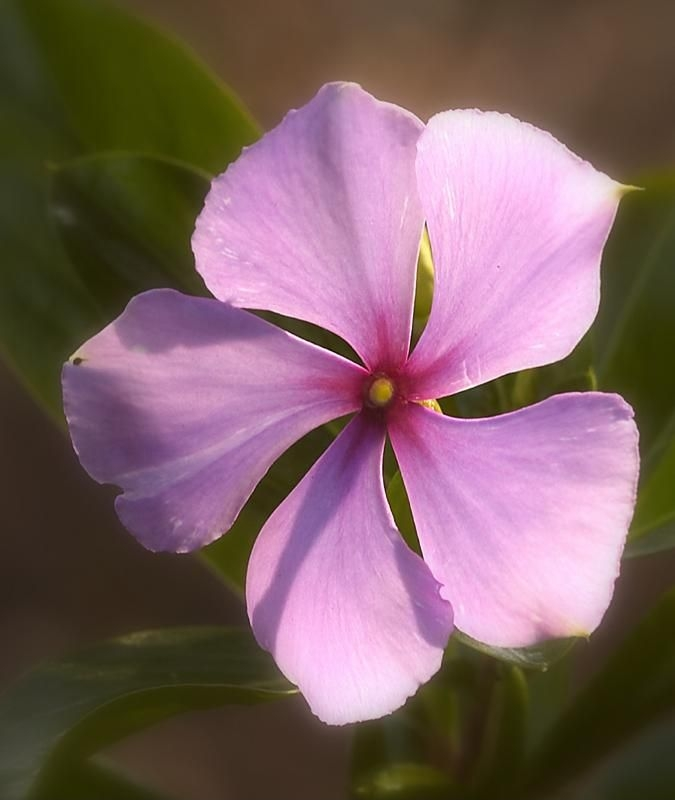
Flor de la vinca de Madagascar de donde se extrajo la vinblastina y la vincristina.

Todos producen alopecia total, son muy tóxicas para los folículos pilosos. Son agentes vesicantes que provocan ulceraciones locales cuando hay extravasación.
- Vinblastina.[8] Como efecto adverso destaca la neurotoxicidad de carácter periférico y afecta también a la médula pero en menor medida.
- Vincristina.[8] Vincrisul®. Produce mielodepresión en forma de leucopenia y también neurotoxicidad pero en menor medida.
- Vindesina. Enison®. Produce mielodepresión y neurotoxicidad pero más moderada.
- Vinorelbina. Navelbine®. Se utiliza en el cáncer de pulmón de células no microcíticas y en el carcinoma de mama avanzado. También produce mielodepresión, neurotoxicidad y alopecia.

Las tres primeras se emplean en la enfermedad de Hodgkin y otro tipo de linfomas y leucemias. La que más espectro tiene es la vindesina, que se utiliza también en el cáncer colorrectal, pulmonar, de mama, etc.

#### Taxanos
Producen leucopenia y neutropenia de corta duración y dan lugar con bastante frecuencia reacciones de hipersensibilidad.
El paclitaxel se utiliza en el cáncer de ovario asociado a cisplatino, en cáncer de mama metastásico en pacientes que han fracasado o no son candidatos al grupo de antraciclinas y en cáncer de pulmón no microcítico avanzado.
El docetaxel sólo está indicado en el carcinoma de mama metastásico.

### Otros fármacos
Otros fármacos que se utilizan en los tumores malignos (sin ser antitumorales propiamente dichos).

#### Agentes hormonales
- Antiestrogénicos
  - Tamoxifeno® comp. Se utiliza en el cáncer de mama.
  - Megestrol acetato. Megace® comp. Se utiliza en el cáncer de mama y en el de endometrio.

- Inhibidores de la aromatasa
  - Aminoglutemida. Orimeten® comp. Carcinoma de mama y de próstata metastásico.

- Análogos de LH-RH
  - Goserelina. Zoladex® iny. Cáncer de mama y próstata.
  - Leuprolida. Procrin® iny. Cáncer de próstata.

- Antiandrogénicos
  - Flutamida. Eulexin® comp. Cáncer de próstata.
  - Ciproterona. Androcur® comp. Cáncer de próstata.

- Glucocorticoides
  - Prednisona.

#### Sistema inmunitario
- Interleucinas. Promueven la proliferación de linfocitos T citotóxicos, linfocitos B y timocitos.
- Interferones. Como el α-2a y el α-2b, que intensifican la función de las células inmunológicas.
- Anticuerpos monoclonales. Como el Rituximab, que se utiliza en el tratamiento de linfomas.
- Vacuna de la BCG. Son cepas atenuadas de Mycobacterium bovis. Se emplea en el cáncer de vejiga. Actúa a nivel local mediante la activación de macrófagos.

## Efectos secundarios de los citostáticos

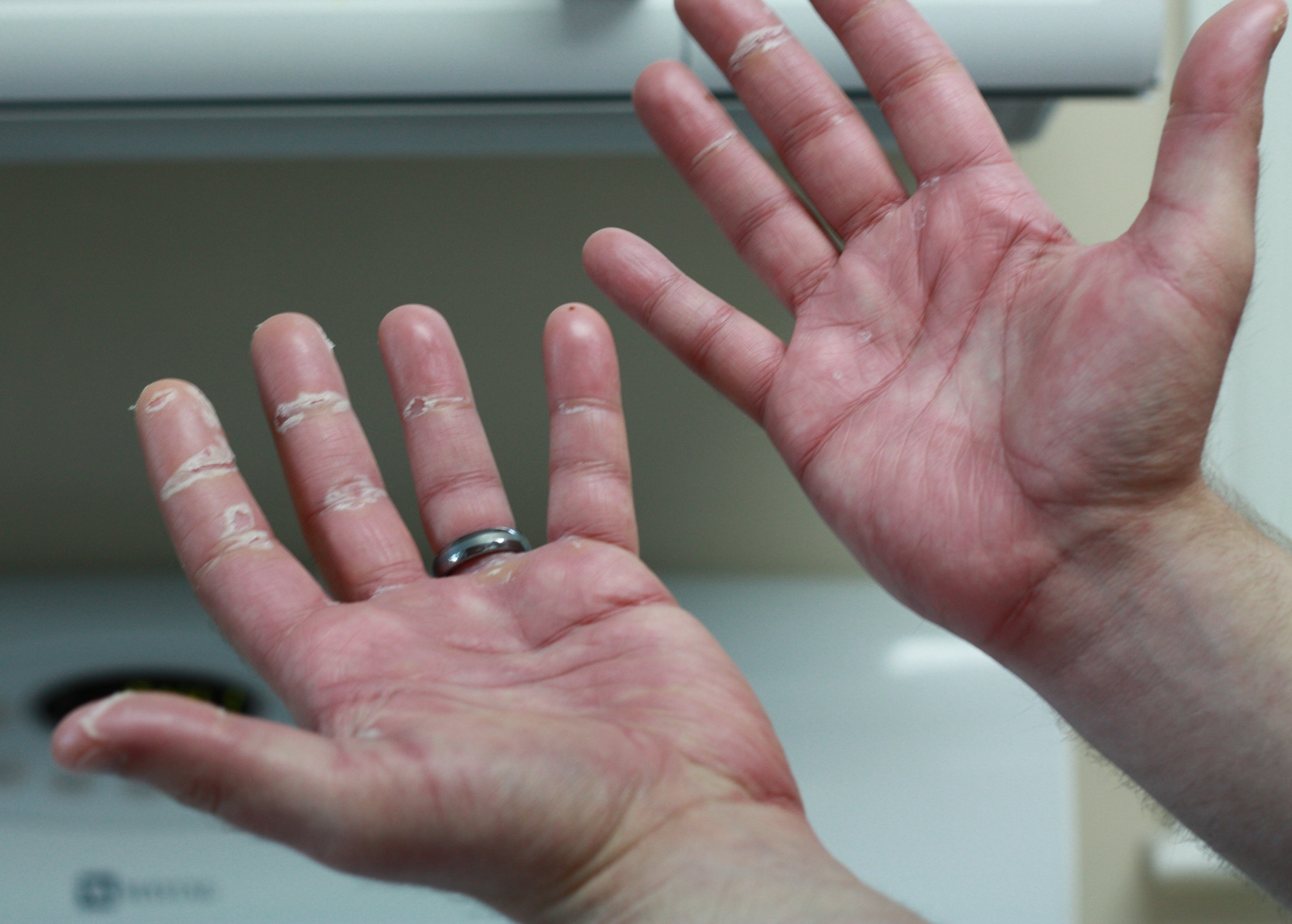
Manos de un paciente con eritrodisestesia palmo-plantar al cabo de 10 días con terapia antineoplásico.

El cáncer se caracteriza por la existencia de células que han sufrido una alteración en los mecanismos de control que regulan su capacidad de diferenciación y proliferación. El tratamiento del tumor se puede realizar mediante métodos quirúrgicos, radioterapia o fármacos antineoplásicos o citostáticos.
En general, los citostáticos son más tóxicos para las células tumorales que para las normales, por ser más activos sobre células en fase de reproducción. Una de las principales características de los tumores malignos es su continua división celular sin fases de reposo, lo que los hace muy sensibles a los citostáticos. Sin embargo, algunas células normales, como las de la médula ósea, las de la mucosa del aparato digestivo o las células de los folículos pilosos se dividen también con relativa rapidez por lo que son más sensibles a los citostáticos.
El principal problema de estos fármacos es su elevada toxicidad debido a la incapacidad para diferenciar las células tumorales de las células sanas. Es muy frecuente administrar 2 o 3 citostáticos juntos. Estas asociaciones tienen la ventaja de que se pueden reducir la resistencia de las células tumorales a los citostáticos y se puede ampliar la potencia al emplear fármacos con diferente mecanismo de acción. El inconveniente es que se pueden sumar los efectos tóxicos. Para evitarlo se procura asociar citostáticos con distinta toxicidad.
La mayoría se administran por vía intravenosa y debido a que son muy tóxicos es necesario ajustar la dosis con la mayor precisión posible. Se ajusta por la superficie corporal que deriva del peso y talla. Se administran normalmente en ciclos con períodos de descanso. Con estos periodos de descanso se intenta que las células normales, por ejemplo las de la médula ósea, se recuperen del efecto tóxico del citostático mientras que las tumorales se recuperan en menor cuantía. De esta forma y repitiendo los ciclos se pretende reducir progresivamente el número de células tumorales hasta conseguir su erradicación completamente mientras que las células normales se mantienen al recuperarse después de cada ciclo.

### Depresión de la médula ósea
Es uno de los más comunes y graves de muchos citostáticos. Aparecen precozmente a los pocos días de tratamiento y es global (hay anemia, leucopenia y trombopenia).
Estas alteraciones se pueden paliar, por ejemplo:
- La anemia y la trombopenia se corrigen con transfusiones de hematíes y plaquetas.
- La leucopenia mejora con los fármacos estimulantes de las colonias de granulocitos y las complicaciones infecciosas secundarias a la leucopenia se tratan con antibióticos y medidas de aislamiento.

La depresión medular es con frecuencia un factor limitante en el uso terapéutico de citostáticos.

### Afectación de las mucosas del aparato digestivo.
Aunque se puede producir en cualquier zona, lo más frecuente es una intensa inflamación de la mucosa bucofaríngea (estomatitis o mucositis). Si se produce una mucositis son útiles los lavados con una solución de anestésico local extremando las medidas higiénicas de la boca. También suele aplicarse una solución de un antifúngico (Nistatina) para evitar la infección por Candida. Cuando se afecta la mucosa yeyunal puede haber diarrea y hemorragia digestiva.

### Afectación de los folículos pilosos
Es frecuente la alopecia total que generalmente se resuelve al finalizar el tratamiento.

### Alteración de las gónadas
En las mujeres es frecuente la amenorrea durante la administración de citostáticos pero habitualmente se recuperan los ciclos al interrumpir el tratamiento. En varones puede producir [oligoespermia] y en algunos casos [esterilidad] permanente. Los citostáticos pueden inducir malformaciones u otras enfermedades congénitas, por eso durante el tratamiento y hasta 6 meses después se debe evitar tener descendencia.

### Vómitos
Para los cuales los antieméticos clásicos no suelen ser efectivos. El fármaco de elección es el Ondansetrón y similares.

## Normas para la administración de citostáticos.

### Preparación de las soluciones de citostáticos
La manipulación y preparación de estas soluciones entraña un riesgo para la persona encargada de realizarlas, especialmente si este es su trabajo habitual, ya que estas soluciones son irritantes para la piel y las mucosas y en algunos casos pueden absorberse lo suficiente como para producir toxicidad general. Por lo tanto deben tomarse las siguientes precauciones.
- Se preparan en una zona dedicada exclusivamente a ello, provista de una campana de flujo laminar vertical. Esta cabina se ha de limpiar diariamente con alcohol de 70 y semanalmente se hace una descontaminación con una solución de pH básico.

- Se coloca un toalla estéril desechable, absorbente e impermeable en la superficie de la campana para trabajar sobre ella y también se coloca allí todo el material necesario para la manipulación (jeringas, sueros, viales, etc.)

- El personal debe llevar una bata estéril impermeable, de un solo uso, cerrada por delante y con puños elásticos. Se emplean también guantes quirúrgicos de látex estériles que se colocan por debajo de los puños de la bata. Estos guantes se deben cambiar cada hora como máximo y en caso de rotura o contaminación. El gorro y la mascarilla son opcionales excepto que no exista campana, entonces son obligatorios.

- Lavar cuidadosamente las manos antes de la colocación de los guantes y al terminar la preparación.
- Si el citostático se presenta en vial, primero se desinfecta el tapón con alcohol de 70, dejándolo evaporar. A continuación se introduce la aguja con un ángulo de 45° con la superficie del tapón y el bisel hacia arriba. Cuando haya penetrado la mitad del bisel entonces se coloca la aguja perpendicularmente siguiendo una técnica que mantenga siempre una presión negativa en el interior del vial. Se puede evitar la formación de aerosoles con filtros de venteo.

- Si el citostático se presenta en una ampolla, antes de abrirla hay que vigilar que no quede líquido en la parte superior. A continuación se protege el cuello con una gasa estéril empapada en alcohol de 70. La ampolla se ha de abrir en la dirección contraria a la del operador. Se recomienda utilizar jeringas de tamaño adecuado porque no se debe ocupar más de las ¾ partes de la capacidad.

- Debe existir un recipiente adecuado, que estará dentro de la campana, para desechar los excesos de solución y todo el material contaminado, que luego se incinera.

- En caso de exposiciones agudas se deben quitar y reemplazar inmediatamente los guantes y las prendas contaminadas y luego lavar las manos con abundante agua y jabón.

- Si nos ha afectado a alguna mucosa se lavará con solución salina (si afecta al ojo ir directamente al oftalmólogo).

- Las mujeres embarazadas no deben preparar citostáticos.

### Infusión del citostático

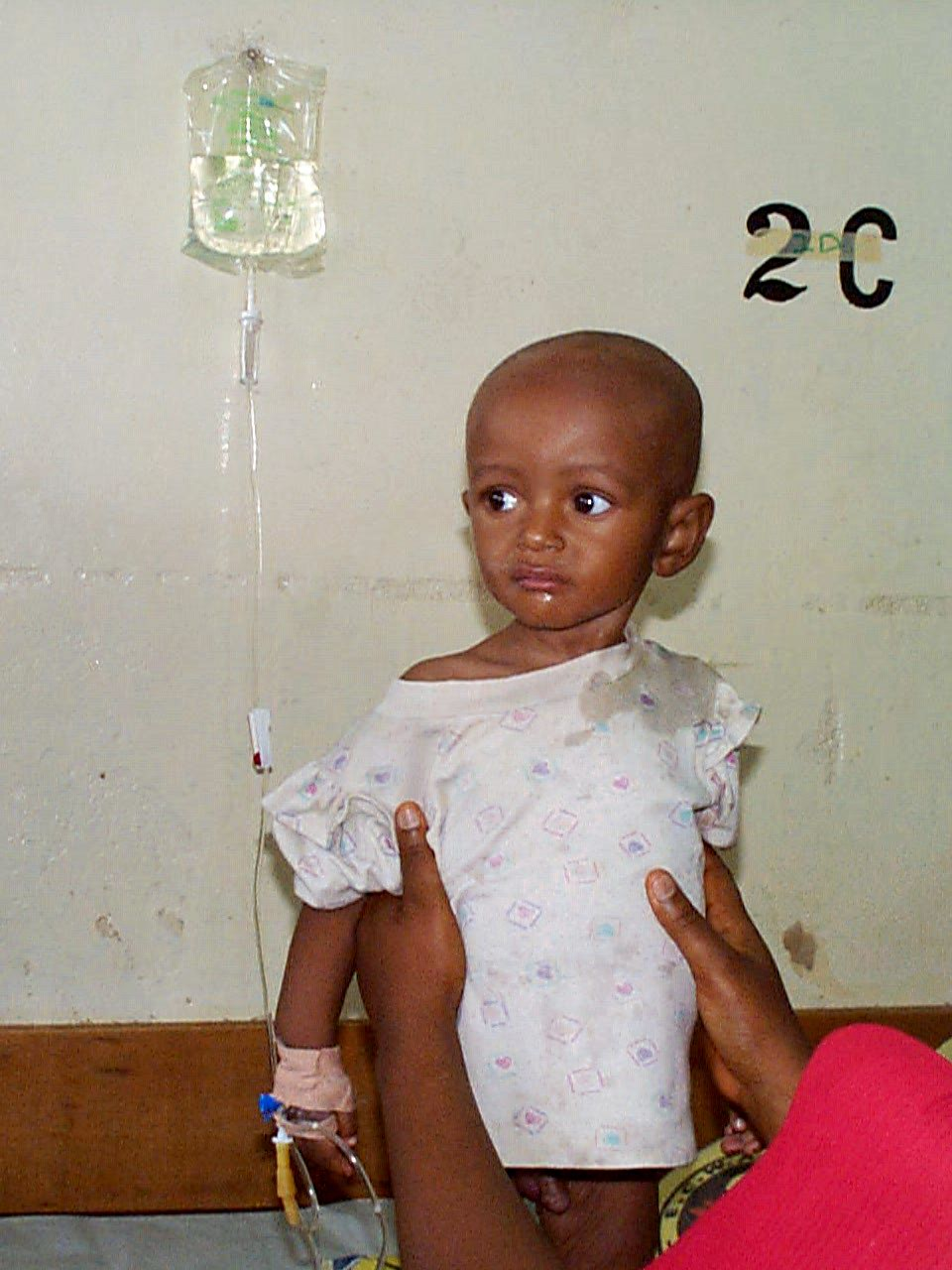
La colocación de terapia intravenosa debe prepararse con las adecuadas condiciones de asepsia, especialmente en pacientes con infusiones continuas por varios días.

Requiere personal especializado que esté entrenado en el manejo de estos medicamentos debido a los riesgos que puede sufrir el paciente y a la posibilidad de contaminación, tanto del ambiente como del manipulador.
La infusión se hace a través de una cánula corta o de un catéter largo. Lo más frecuente es canalizar una vena en cada tratamiento con una cánula corta de teflón que se retira al terminar la infusión.
Hay que tomar una serie de precauciones:
- Extremar las medidas de asepsia porque estos enfermos en general tienen leucopenia y la inmunidad deprimida.
- Evitar las venas muy finas, inflamadas, en zonas con edemas o en zonas que hayan sido previamente radiadas.
- Asegurarse de que la cánula está bien situada en la vía venosa. Para ello hay que llevar a cabo una prueba con una infusión de solución salina, con el fin de comprobar que hay buen flujo y no hay escapes. El retorno de sangre al aspirar es un dato deseable pero no siempre garantiza que la cánula está bien colocada, especialmente si se han hecho varios intentos para colocarla. En cada tratamiento de citostático se debe cambiar de vena.
- Para la expulsión de posibles burbujas en jeringa se debe colocar una gasa estéril alrededor e impregnada en alcohol.
- Si el citostático es en infusión siempre hay que vigilarlas. Al finalizar la administración del citostático hay que lavar el equipo y la vena con el suero de infusión.
- Todo el material utilizado se debe depositar en envase adecuado para ellos con el rótulo “citostático”. Luego se incinera.

Si el tratamiento con citostáticos va a ser prolongado o resulta difícil obtener una vía venosa cada vez que hay que administrar se suele insertar un catéter largo de teflón o silicona que permanece in situ durante días, semanas o incluso meses. Al terminar la infusión del citostático, el catéter se rellena con una solución de heparina y se cierra.
En algunos casos se usan catéteres cuyo extremo proximal termina en un reservorio que se colocan subcutáneos.

### Extravasación de soluciones de citostáticos
La extravasación, que es la instilación en el espacio perivascular de agentes citostáticos, es una de las complicaciones que puede ocurrir durante la administración. Puede producir dolor prolongado, infección, artritis (cuando la vena está sobre una articulación), necrosis de la piel y tejido subcutáneo. Los citostáticos más peligrosos son los del grupo de antibióticos y también los cuatro del grupo de la vinca. Todos pueden producir necrosis extensas.
Aun así, casi todos los citostáticos producen molestias locales en el punto de infusión con sensación de quemazón y calor que suele mejorar con aplicación local de frío. Sólo una persona experta puede distinguir estos síntomas con los de una extravasación, que son dolor, hinchazón de la zona alrededor del punto o en sus inmediaciones. La comprobación de la sospecha puede hacerse aspirando con una jeringa a través de la cánula. Si no sale sangre hay extravasación. Si se produce, se deben tomar las siguientes medidas:
- Detener la administración inmediatamente sin retirar la aguja e inmovilizar la extremidad.
- Intentar aspirar por la cánula con un a jeringa para recuperar parte de la solución extravasada.
- Aplicar medidas generales, como infiltrar 50-100 mg de hidrocortisona o aplicar una pomada de hidrocortisona al 1 % o bien utilizar el antídoto específico según el citostático implicado.
- Retirar la vía de administración y elevar la extremidad a nivel superior al corazón para mejorar el retorno venoso.
- Vigilar la evolución de la zona afectada, ya que a pesar de todas las medidas se puede producir necrosis que a veces necesita los cuidados de cirugía plástica.